# Факультет физической культуры и спорта Карлова университета
Факультет физической культуры и спорта Карлова университета (чеш. Fakulta tělesné výchovy a sportu Univerzity Karlovy v Praze (FTVS UK)) — факультет в составе Карлова университета в Праге. Осуществляет подготовку студентов и аспирантов по специальностям: "Физическая культура", "Физиотерапия", "Менеджмент физической культуры и спорта".

## О факультете
Факультет физической культуры и спорта является одним из самых молодых факультетом Карлова университета. В 1959 году появился "Институт физической культуры и спорта", но в 1965 году он вошёл в состав КУ. 
FTVS UK ведет обучение бакалавров по специальностям: "Физическая культура и спорт", "Военная подготовка", "Физическая культура и спорт людей с специальными потребностями", "Менеджмент физкультуры и спорта", "Физиотерапия".
Также ведется обучение магистров по специальностям: "Педагогика средней школы - физкультура", "Физическая культура и спорт", "Военная подготовка", "Физическая культура и спорт людей с специальными потребностями", "Менеджмент физкультуры и спорта", "Физиотерапия".
Выпускники магистерских программ могут продолжить обучение в аспирантуре по программам: "Биомеханика" и "Кинезиология".

## Известные студенты и выпускники
- Мирослава Кнапкова (род. 1980) — олимпийская чемпионка 2012 года в Лондоне (академическая гребля).
- Давид Свобода (род. 1985) — пятиборец, олимпийский чемпион 2012 года в Лондоне, чемпион мира 2009 в эстафете.
- Витезслав Веселы (род. 1983) — чемпион Европы 2012 в метании копья.
- Томаш Вернер (род. 1986) — фигурист, восьмикратный чемпион Чехии и чемпион Европы 2008 года.
- Людмила Форманова (род. 1974) — чешская бегунья, чемпионка мира на дистанции 800 метров.
- Ярослав Волф (род. 1979) — каноист, серебряный призёр олимпийских игр в Пекине и бронзовый призёр ОИ в Афинах.
- Якуб Довалил (род. 1974) — знаменитый чешский футбольный тренер.
- Мартин Доктор (род. 1974) — двукратный олимпийский чемпион в Атланте (гребля на каноэ).
- Алоиз Гадамчик (род. 1952) — хоккейный тренер.
- Людек Букач (1935—2019) — хоккеист, хоккейный тренер.
- Мариан Йелинек (род. 1963) — хоккейный тренер.
- Мартин Кафка (род. 1978) — регбист, главный тренер сборной Чехии.
- Петр Бржиза (род. 1964) — хоккеист, член исполнительного комитета Чешской федерации хоккея, президент и генеральный менеджер пражской «Спарты».